# Маклауд (Оклахома)
Маклауд (енгл. McLoud) град је у америчкој савезној држави Оклахома.

## Демографија
По попису из 2010. године број становника је 4.044, што је 496 (14,0%) становника више него 2000. године.
| Група             | 2000.         | 2010.         |
| Белци             | 2.516 (70,9%) | 2.818 (69,7%) |
| Афроамериканци    | 287 (8,1%)    | 241 (6,0%)    |
| Азијати           | 13 (0,4%)     | 10 (0,2%)     |
| Хиспаноамериканци | 98 (2,8%)     | 207 (5,1%)    |
| Укупно            | 3.548         | 4.044         |